# 25374 Harbrucker
25374 Harbrucker è un asteroide della fascia principale. Scoperto nel 1999, presenta un'orbita caratterizzata da un semiasse maggiore pari a 2,2818207 UA e da un'eccentricità di 0,0876951, inclinata di 6,19995° rispetto all'eclittica.